# Henri Bosco
Henri Bosco (Avignone, 16 novembre 1888 – Nizza, 4 maggio 1976) è stato uno scrittore francese.

## Biografia

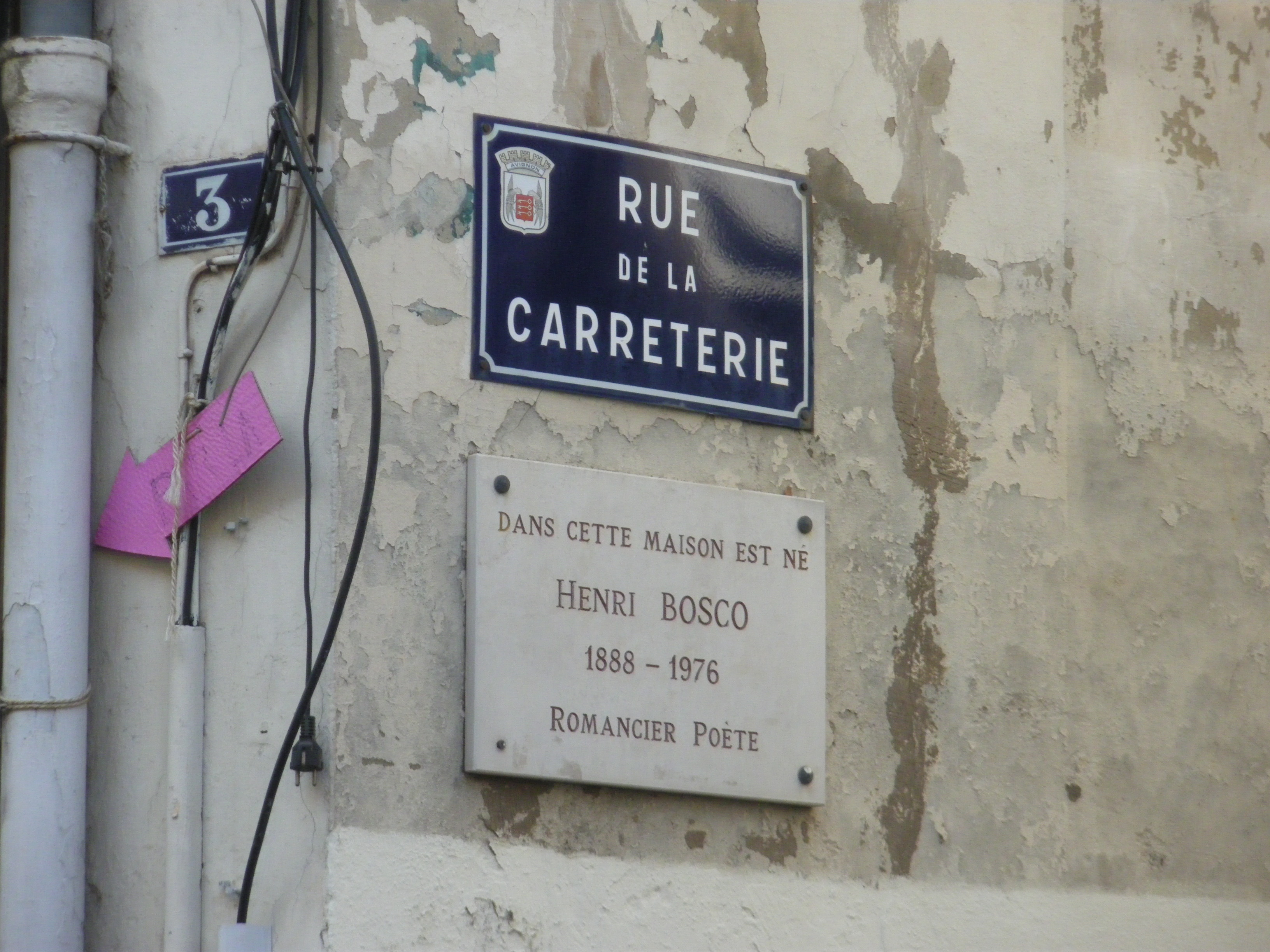
Targa affissa sulla casa natale di Henri Bosco

Henri Bosco proviene da una famiglia italiana, ligure e piemontese. La famiglia paterna è imparentata con Giovanni Bosco, il fondatore dei salesiani. Il padre, Louis Bosco (1847-1927), era originario di Marsiglia, mentre la madre, Louise Falena (1859-1942) era nata a Nizza. Bosco era il quinto figlio della coppia, i cui primi quattro figli sono deceduti prematuramente.
Dopo aver studiato greco e latino al liceo di Avignone ed essere diventato un musicista di talento, allo scoppio della Prima Guerra mondiale, viene mandato prima a Salonicco, e poi ai Dardanelli, in Macedonia, in Serbia, in Albania e in Ungheria.
Dopo la fine del conflitto, comincia a lavorare per l'Institut Français di Napoli, dove insegna per dieci anni. Qui scriverà il suo primo romanzo, Pierre Lampedouze. Durante il soggiorno in Italia, si appassiona agli scavi in corso a Pompei, e in particolare ai culti orfici.
Nel 1930, comincia la stesura del primo romanzo della trilogia di Hyacinthe, L'Ane culotte.
Nel 1931, parte per il Marocco, dove resterà fino al 1955. A Rabat, ha una lunga carriera di insegnante e diventa presidente dell'Alliance française. Alla fine della Seconda Guerra mondiale, ottiene il Premio Renaudot per il romanzo Mas Théotime (La Fattoria).
In seguito, si trasferirà a Cimiez, sulle alture di Nizza.
Nel 1953, la sua carriera letteraria è coronata dal Grand Prix national des lettres. Nel 1968, invece, gli sarà conferito il Grand Prix de littérature de l'Académie française per l'insieme delle sue opere.
Henri Bosco muore nel 1976, all'età di 88 anni.

## Opere
- Pierre Lampédouze, 1925
- Eglogues de la mer, 1928
- Irénée, 1928
- Le Quartier de sagesse, 1929
- Le Sanglier, 1932
- Le Trestoulas e L'Habitant de Sivergues, 1935
- L'Âne Culotte, 1937
- Hyacinthe, 1940
- L'Apocalypse de Saint Jean, 1942
- Bucoliques de Provence, 1944
- Le Jardin d'Hyacinthe, 1945
- Le Mas Théotime, 1945 (trad.it. La fattoria, Milano, Bompiani, 1947)
- L'Enfant et la rivière, 1945 (trad. it. Il fanciullo e il fiume, Torino, Società editrice internazionale, c1953)
- Monsieur Carre-Benoît à la campagne, 1947
- Sylvius, 1948
- Malicroix, 1948
- Le Roseau et la Source, 1949
- Un rameau de la nuit, 1950
- Alger, cette ville fabuleuse, 1950
- Des sables à la mer. Pages marocaines, 1950
- Sites et Mirages, 1951.
- Tonino (romanzo) (Antonin), 1952
- L'Antiquaire, 1954
- La Clef des champs, 1956
- Le Renard dans l'île, 1956
- Les Balesta, 1956
- Sabinus, 1957
- Barboche, 1957
- Bargabot, 1958
- Pascalet, 1958
- Bras-de-fer, 1959
- Saint Jean Bosco, 1959
- Un oubli moins profond, 1961
- Le Chemin de Monclar, 1962
- L'Épervier, 1963
- Le Jardin des Trinitaires, 1966
- Mon compagnon de songes, 1967
- Le Récif, 1971
- Tante Martine, 1972
- Une ombre, 1978
- Des nuages, 1980